# Будёновка (Хакасия)
Будёновка — деревня в Бейском районе Хакасии.

## География
на границе степной и таёжной зон на р. Уты, в 9 км к югу от райцентра — с. Бея. Ближайшая ж.-д. станция — Кирба, ближайший аэропорт — г. Абакан — 112 км. Число х-в — 182, население — 498 чел. (01.01.2004), в том числе русские, хакасы, мордва, чуваши.

## История
Деревня названа по имени красного командарма С. М. Будённого, приезжавшего в 1929 году в Хакасию как уполномоченный ВЦИКа и ЦК ВКП(б) по хлебозаготовкам. В 1929 году образована коммуна им. С. М. Будённого, в 1933 — колхоз им. С. М. Будённого, в 1959 — колхоз «Заветы Ильича», в 1970 — 3-е отд. совхоза «Табатский». В годы Великой Отечественной войны на фронт ушли 120 жителей села. После войны сельчане получили в подарок от С. М. Будённого электростанцию, автомобиль «ЗИС-5» др. ценные подарки.
В селе работают средняя школа, детский сад, клуб.

## Население
| 2002 | 2010 |
| ---- | ---- |
| 451  | ↗462 |